# Sagodjur

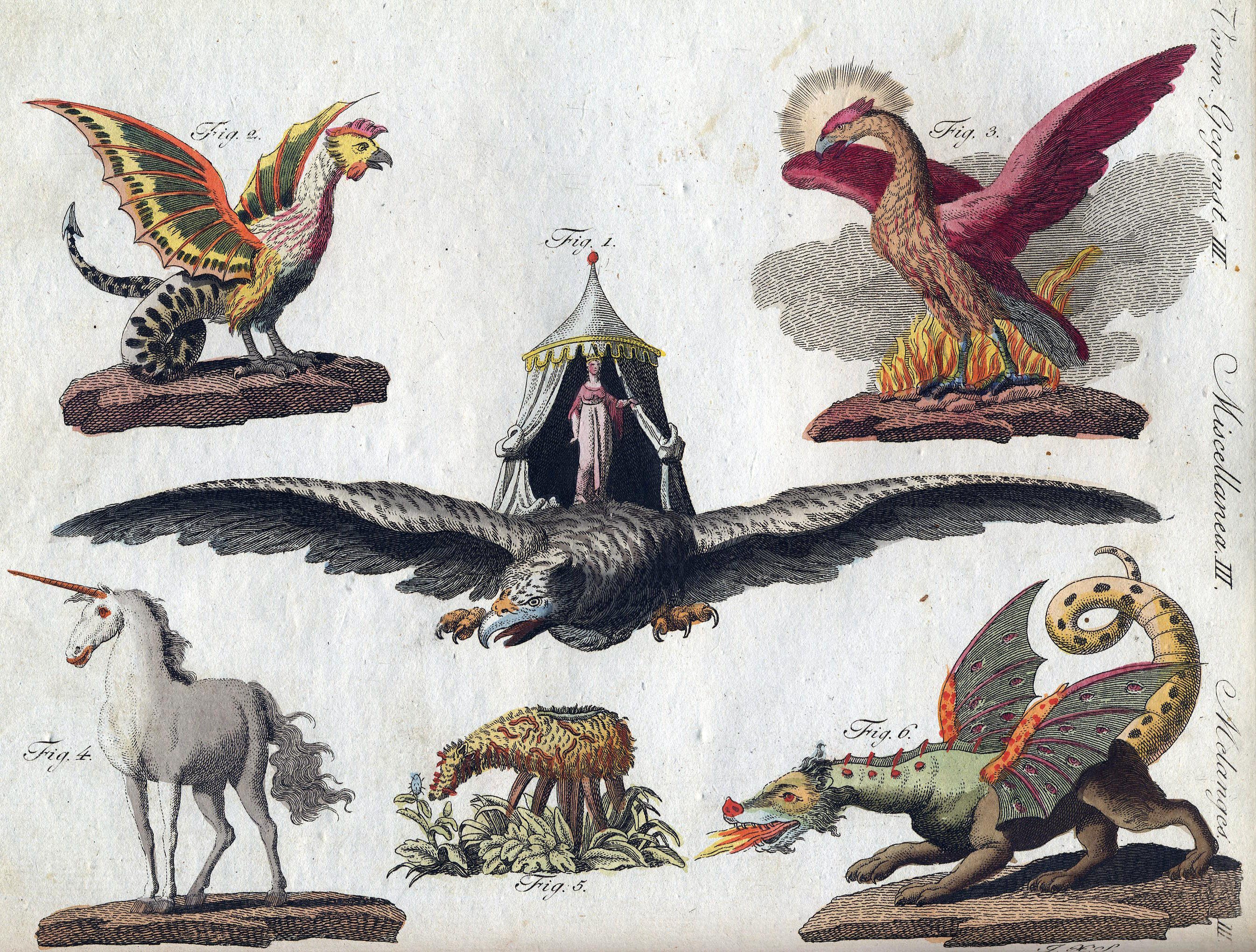
Olika sagodjur

Sagodjur är en beteckning för djur som endast finns och funnits i vår fantasi, i sagor, legender och myter.
Beskrivningar av fantasidjur är ofta baserade på liknade verkliga djur, men vanligen med tillägg av olika mänskliga eller övernaturliga egenskaper. Typiska exempel på sagodjur är draken, enhörningen, sfinxen och gripen.
Sagodjuren har ibland tagits på största allvar, men förekommer idag framför allt i barnsagor, fantasyberättelser och olika spel. I regel starkt förknippade med olika egenskaper är de också vanliga symboler, exempelvis i vapen av olika slag.